# Ceratomyxa limandae
Ceratomyxa limandae is een microscopische parasiet uit de familie Ceratomyxidae. Ceratomyxa limandae werd in 1923 beschreven door Fujita. 